# 青鱂
青鱂（学名：Oryzias latipes），又稱米鱂，俗称稻田魚、魚目娘、米鱂、彈魚、三界娘，是青鱂屬的一種。原中華青鱂被認為是日本青鱂亞種，現已分開。而台灣青鱂原被認為是青鱂，現已歸類為中華青鱂。

## 分布

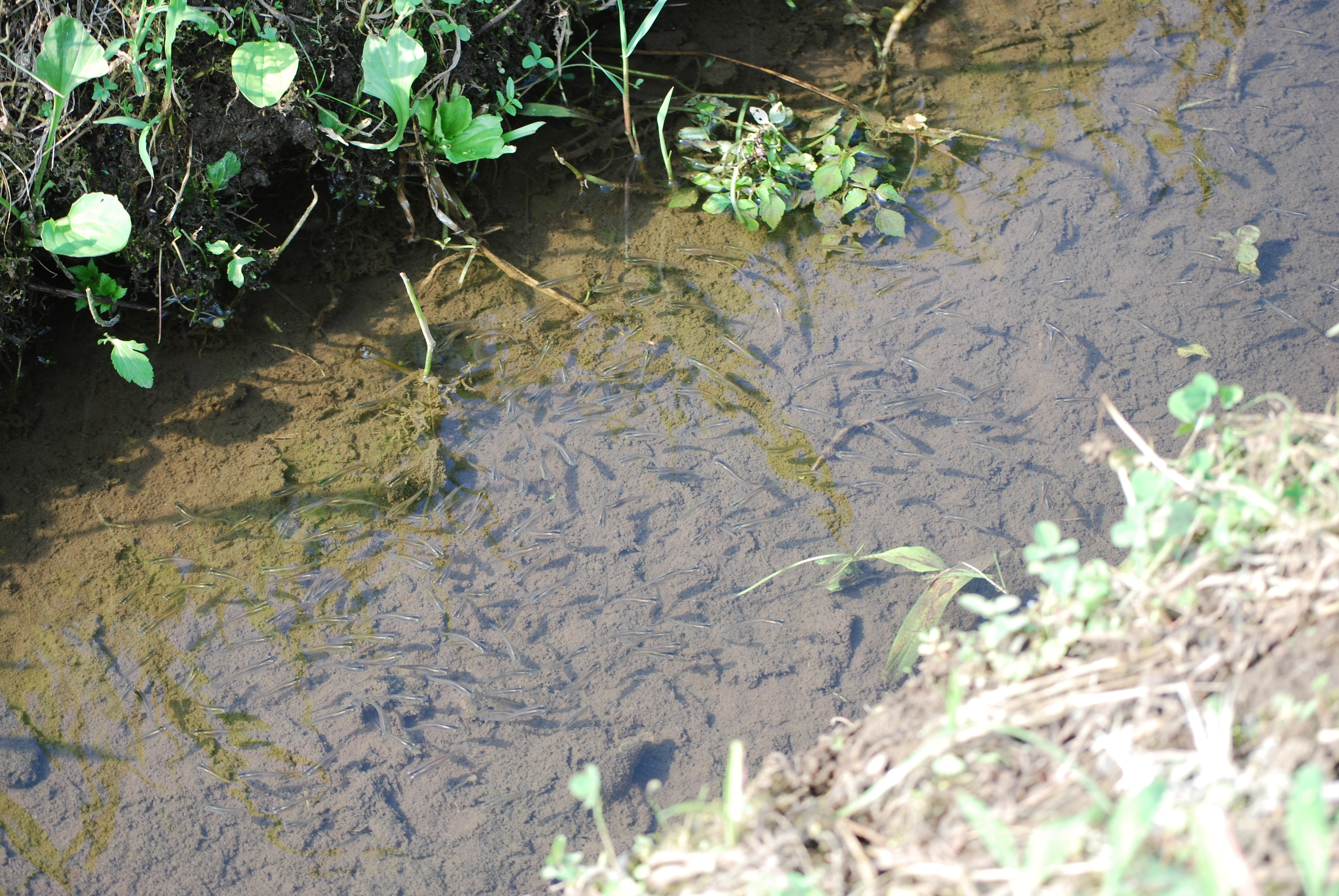
香取市浅水池塘中的青鳉

早先的分类中此魚遍布东亚和东南亚国家，但在依据形态学和基因研究证据调整分类之后，可以确定其原产地仅限于日本。其中北海道的青鳉并非原生，而是后来引入的。世界其他地区也存在引入青鳉的记录，但其中大多和中華青鱂混淆。

## 特徵
本魚體延長，略側扁，背部直平，腹部圓突；頭中大，較寬，前端平扁；眼大而高位；口小，上位，橫列，能伸縮；上腭較短於下腭，下腭具尖細齒；背鰭1枚，短而後位，具6枚軟條，位於臀鰭後半上方體背；臀鰭基底很長，具16至19枚軟條，雄魚不變形為交尾器；胸鰭上位，其末端達腹鰭基底上方，具9至10枚軟條；腹鰭腹位，未達到肛門；尾鰭截形。體被大圓鱗，無側線，一縱列鱗約29枚；頭部也被鱗。體銀白色，背面淡灰色，體背正中線自頸部至尾鰭基底有一条暗褐色縱帶；體側从鰓蓋後緣到尾鰭基底有一条黑色縱线；各鰭暗色，雄魚的腹鰭在繁殖季節變黑。體長約2.5～4厘米，但人工養殖最大的體型已可超過4厘米，最大約5厘米。

## 生態
生活於平地之池沼及河川水流緩慢處，水草茂盛處尤多。對鹽份及高溫耐性強，即使在鹽田或溫泉中也能生存。喜欢在水体表層群游，以小動植物為食。產卵期為4至10月。在水溫18至30℃下可經常產卵；卵具絲狀突出物，用以纏絡水草，以便孵化。
但青鱂魚對有毒物質及藥品耐性極低，經常因為河川汙染及環境過度開發導致棲息地銳減。

## 利用价值
青鱂有吞食蚊子幼虫的習性，因此對灭蚊有一定的功效。

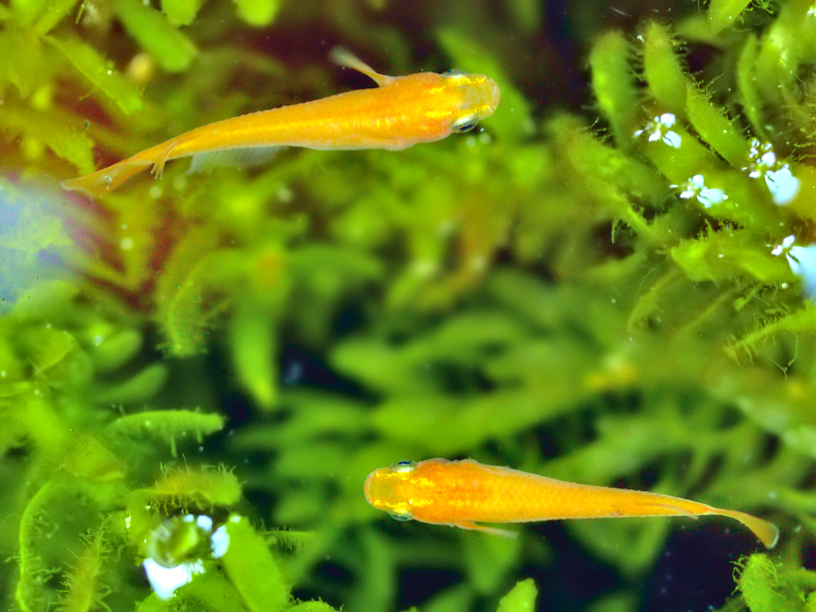
观赏用的橙色变种

青鳉较短的生命周期（7周繁殖一代）和对严苛环境（适应温度6—40 °C（43—104 °F））的适应性使得其成为了一种模式生物。它仅有八亿碱基对，因此在基因研究上更容易控制。1994年哥伦比亚太空梭上的一对青鳉成功在太空里产下了卵并将其孵化，这使得它成为最早在外太空交配的鱼类，不过最早进入太空鱼类并非青鳉，而是加拿大底鱂。

## 外部連結
- Medaka genome （页面存档备份，存于） in Ensembl.